# François Bernard Charmoy
François Bernard Charmoy (* 14. Mai 1793 in Soultz-Haut-Rhin; † Anfang 1869 in Aouste-sur-Sye, Département Drôme) war ein französischer Orientalist.
François Bernard Charmoy betrieb seit 1810 in Paris orientalische Studien, wurde auf Silvestre de Sacys Empfehlung mit Jean-Baptiste Démange 1817 nach Sankt Petersburg berufen, um hier das Studium der orientalischen Sprachen einzuführen. Er übernahm dort die Professur des Persischen und Türkischen.
Nebenbei beschäftigte er sich mit den Geschichtsquellen der Mongolen und der mittelalterlichen Geschichte Russlands und veröffentlichte 1829 in den Memoiren der Petersburger Akademie unter anderem eine Episode aus dem persischen Epos „Iskender Nameh“ über eine angebliche Expedition Alexanders des Großen gegen die Russen. Im Dezember 1829 wurde er als korrespondierendes Mitglied in die Russische Akademie der Wissenschaften aufgenommen.
Seit 1835 nach Frankreich zurückgekehrt, ließ er sich zu Aouste im Departement Drôme nieder, wo er sich vorzugsweise mit der Sprache und Geschichte der Kurden beschäftigte und die Übertragung der Geschichte dieses Volkes von Chérefeddin (einem kurdischen Fürsten) unternahm. Der erste Band dieses großen, in vieler Beziehung wichtigen Werkes, die ethnographische und geographische Einleitung, erschien unter dem Titel: „Chèref-Nâmeh ou fastes de la nation kourde“ (Petersb. 1868). Bald nach Veröffentlichung desselben, Anfang 1869, starb Charmoy.